# Goodbye (Paul-McCartney-Komposition)
 Goodbye (englisch für „Auf Wiedersehen“) ist ein von Paul McCartney komponiertes Lied, das 1969, gesungen von Mary Hopkin, als Single und 2019 von der britischen Band The Beatles auf ihrem wiederveröffentlichten Studioalbum Abbey Road (Super Deluxe Version) unter der Urheberangabe Lennon/McCartney veröffentlicht wurde.

## Hintergrund

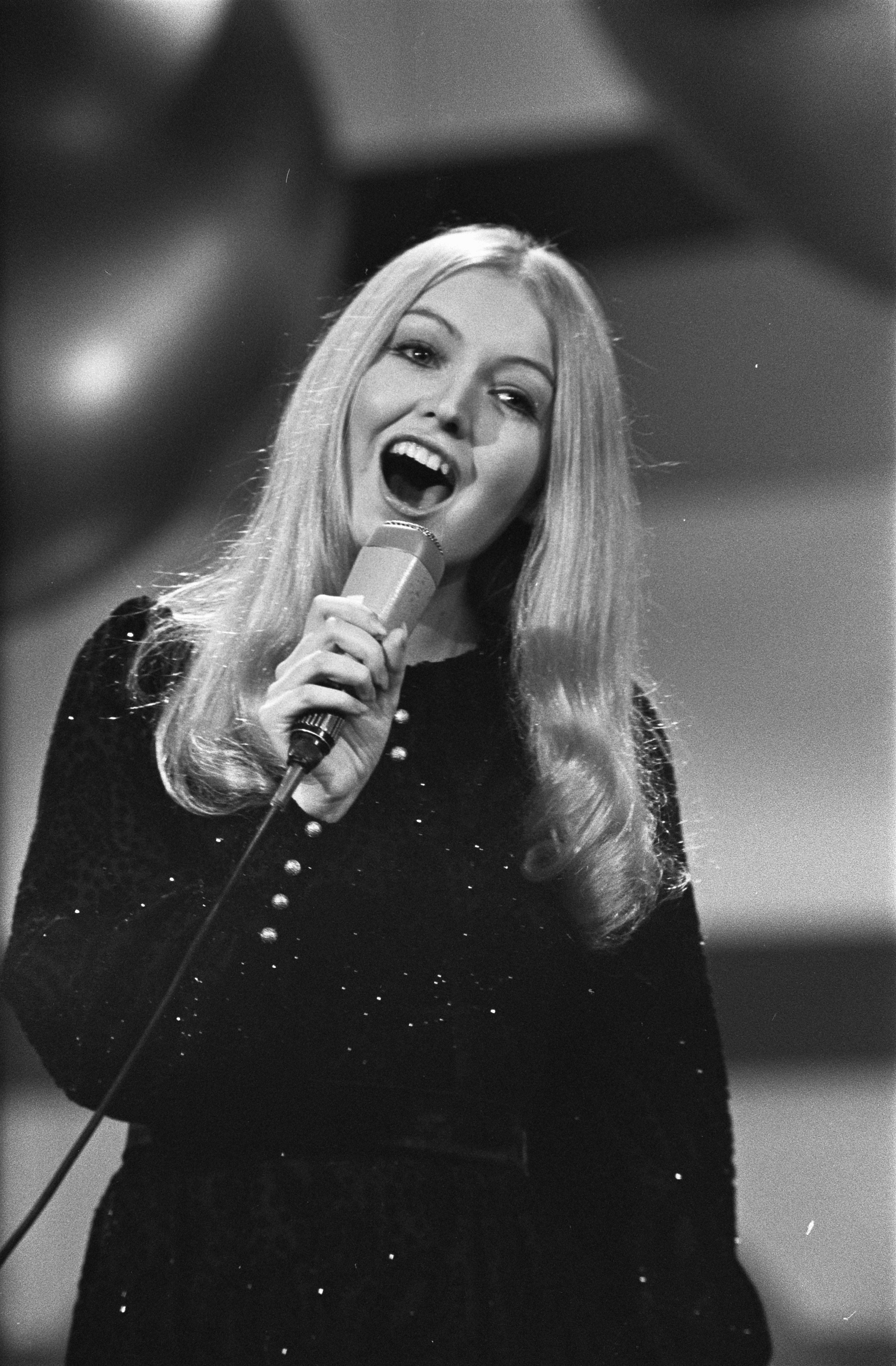
Mary Hopkin beim Eurovision Song Contest 1970

Goodbye basiert auf den musikalischen Ideen von Paul McCartney.
McCartney produzierte im Juli 1968 das von Mary Hopkin gesungene Lied Those Were the Days. Die Single wurde beim Label Apple Records veröffentlicht, das von den Beatles im Januar 1968 gegründet worden war. Mary Hopkins Single war nach dem Beatles-Titel Hey Jude die zweite Single des Apple-Katalogs und wurde am 26. August 1968 in den USA und am 30. August 1968 in Großbritannien gleichzeitig mit Hey Jude veröffentlicht. Die beiden ersten Singles des Plattenlabels belegten nacheinander den ersten Rang der britischen Charts, denn Hey Jude wurde durch Those Were the Days von der Spitzenposition verdrängt.
McCartney produzierte anschließend auch das Debütalbum Post Card von Hopkin, das im Februar 1969 erschien. Die Nachfolgesingle sollte nicht wie Those Were the Days eine Fremdkomposition sein. Paul McCartney sagte dazu: „Ich hatte keine russischen Volkslieder mehr im Sinn, also habe ich nur eines für sie geschrieben. Ich dachte, es würde schon passen. Es war nicht so erfolgreich wie das erste, aber es hat alles richtig gemacht.“ Goodbye, ein Lied in der McCartney vertrauten Tradition von „Ich gehe fort, komme aber bald wieder“-Songs, entstand mit der Absicht McCartneys, etwas in derselben eigentümlichen Stimmung wie Those Were the Days zu schreiben.
Paul McCartney gab sein aufgenommenes Demo dem Arrangeur Richard Anthony Hewson und benutzte es als Vorlage für seine Produktion der Hopkin-Version, die Anfang März 1969 eingespielt wurde. Die Aufnahme wurde für ein Musikvideo gefilmt. Die Mary-Hopkin-Single erschien auf Apple Records und erreichte Platz zwei in Großbritannien und Platz 13 in den USA der jeweiligen Charts.
Paul McCartney sagte abschließend über die Zusammenarbeit mit Mary Hopkin: „Nach Goodbye haben Mary und ich nicht mehr zusammengearbeitet. Sie wollte ein folkigeres Album [Earth Song/Ocean Song] machen, und ich hatte das Gefühl, wenn sie das machen wollte, war ich nicht wirklich daran interessiert, es zu produzieren. Ich glaube nicht, dass es am Ende eine sehr gute Idee war.“

## Aufnahme von Paul McCartney
Im Februar 1969 wurde eine Demoaufnahme von Goodbye in der Wohnung von Paul McCartney, in der Londoner Cavendish Road, aufgenommen. Anschließend wurde eine Acetat-Single im Apple-Büro in der Savile Row hergestellt.
Besetzung:
- Paul McCartney: Gitarre, Gesang

## Aufnahme von Mary Hopkin
Goodbye wurde am 1. und 2. März 1969 in den Londoner Morgan Studios mit dem Produzenten Paul McCartney aufgenommen. Richard Anthony Hewson war der Arrangeur der zuerst auf Single veröffentlichten Aufnahme.
Besetzung:
- Mary Hopkin: Gesang, Gitarre, Hintergrundgesang
- Paul McCartney: Bass, Schlagzeug, Ukulele, Hintergrundgesang

## Veröffentlichung
Am 28. März 1969 erschien die Single Goodbye / Sparrow von Mary Hopkin in Großbritannien.
Am 27. September 2019 erschien die 50-jährige Jubiläumsausgabe des Beatles-Albums Abbey Road (Super Deluxe Box), auf dieser befindet sich das Lied Goodbye.

## Coverversionen
Folgend eine kleine Auswahl:
- Jill Kirkland – Jill Kirkland Sings[5]
- The Anita Kerr Singers – Velvet Voices and Bold Brass[6]
- The Mercey Brothers – My Song for You[7]